# Hippopotaminae
Hippopotaminae – podrodzina ssaków z rodziny hipopotamowatych (Hippopotamidae).

## Podział systematyczny
Do podrodziny należą dwa występujące współcześnie rodzaje:
- Hippopotamus Linnaeus, 1758 – hipopotam – jedynym występującym współcześnie przedstawicielem jest Hippopotamus amphibius Linnaeus, 1758 – hipopotam nilowy
- Choeropsis Leidy, 1853 – hipopotamek – jedynym przedstawicielem jest Choeropsis liberiensis (Morton, 1849) – hipopotamek karłowaty

Opisano również rodzaje wymarłe:
- Archaeopotamus Boisserie, 2005[12]
- Chororatherium Boisserie, Suwa, Asfaw, Lihoreau, Bernor, Katoh & Beyene, 2017[13] – jedynym przedstawicielem był Chororatherium roobii Boisserie, Suwa, Asfaw, Lihoreau, Bernor, Katoh & Beyene, 2017
- Hexaprotodon Falconer & Cautley, 1836[14]
- Saotherium Boisserie, 2005[15] – jedynym przedstawicielem był Saotherium mingoz (Boisserie, Brunet, Andossa & Vignaud, 2003)